# سافت سوشیچ
سافت سوشیچ (بوسنیایی: Safet Sušić؛ زاده ۱۳ آوریل ۱۹۵۵) بازیکن فوتبال سر مربی فوتبال اهل کشور بوسنی و هرزگوین است.
وی سابقه بازی در تیم‌های مطرح سارایوو و پاری سن ژرمن و مربی‌گری در تیم‌های کن، الهلال عربستان، چند تیم ترکیه‌ای و تیم ملی فوتبال بوسنی و هرزگوین را در کارنامه دارد.
سوشیچ توانست به عنوان سرمربی همراه تیم ملی بوسنی به عنوان تیم اول گروه G مرحله گروهی اروپا به جام جهانی فوتبال ۲۰۱۴ صعود کند.

## دوران ملی
سافت سوشیچ مابین سال‌های ۱۹۷۷ تا ۱۹۹۰ در تیم ملی فوتبال یوگسلاوی سابقه عضویت دارد که حاصل آن ۵۴ بازی و ۲۱ گل ملی و حضور در جام‌های جهانی ۱۹۸۲ و ۱۹۹۰ و جام ملت‌های اروپا ۱۹۸۴ بوده است.
همچنین وی در سال ۱۹۹۳ میلادی ۲ بازی در تیم ملی فوتبال بوسنی و هرزگوین انجام داده است.

## آمار مربی‌گری
| تیم              | سال       | بازی | برد | تساوی | باخت | برد % | میانگین امتیاز در هر بازی | دستاورد                    |
| ---------------- | --------- | ---- | --- | ----- | ---- | ----- | ------------------------- | -------------------------- |
| کن               | ۱۹۹۴–۱۹۹۵ | ۴۲   | ۱۷  | ۱۰    | ۱۵   | ۴۰٫۵٪ | ۱٫۴۵                      |                            |
| استانبول‌اسپور    | ۱۹۹۶–۱۹۹۸ | ۶۲   | ۳۳  | ۹     | ۲۰   | ۵۳٫۲٪ | ۱٫۷۴                      |                            |
| الهلال           | ۲۰۰۱      | ۳    | ۱   | ۱     | ۱    | ۳۳٫۳٪ | ۱٫۳۳                      |                            |
| کونیاسپور        | ۲۰۰۴–۲۰۰۵ | ۱    | ۱   | ۰     | ۰    | ۱۰۰٪  | ۳٫۰۰                      |                            |
| آنکاراگوچو       | ۲۰۰۵–۲۰۰۶ | ۲    | ۲   | ۰     | ۰    | ۱۰۰٪  | ۳٫۰۰                      |                            |
| چای‌کار ریزه‌اسپور | ۲۰۰۶–۲۰۰۸ | ۱۷   | ۶   | ۳     | ۸    | ۳۵٫۳٪ | ۱٫۲۴                      |                            |
| عثمانلی‌اسپور     | ۲۰۰۸–۲۰۰۹ | ۱۰   | ۵   | ۲     | ۳    | ۵۰٫۰٪ | ۱٫۷۰                      |                            |
| بوسنی و هرزگوین  | ۲۰۰۹–۲۰۱۴ | ۵۰   | ۲۳  | ۹     | ۱۸   | ۴۴٫۰٪ | ۱٫۵۰                      | صعود جام جهانی فوتبال ۲۰۱۴ |
| اویان            | ۲۰۱۵–۲۰۱۶ | ۲۰   | ۵   | ۶     | ۹    | ۲۵٫۰٪ | ۱٫۰۵                      |                            |
| آلانیا اسپور     | ۲۰۱۷—     | ۰    | ۰   | ۰     | ۰    | ۰     | ۰                         |                            |
| مجموع            | مجموع     | ۲۰۷  | ۹۳  | ۴۴    | ۶۹   |       |                           |                            |